# COSMO-SkyMed
COSMO-SkyMed（COnstellation of small Satellites for the Mediterranean basin Observation）はイタリアの軍事研究所と国防省が資金を出し、イタリア宇宙機関（ASI）が実施している、主に地中海盆地地域を観測するための地球観測衛星システム、またはシステムを構築する4基の衛星の名称。軍民両方の使用を意図している。

## 衛星
4基の中型衛星は高度620km、回帰日数16日の太陽同期準極軌道に投入される。
衛星には合成開口レーダーが搭載され、地球全域をカバーする。関心のある地域の観測はどのような天候でも1日に数度繰り返し観測される。映像はイタリアやその他の国の安全保障、地震災害の解析、環境災害の監視、農業マッピングに使用される予定である。
衛星の打上げはユナイテッド・ローンチ・アライアンスが行った。
| No | 打上げ               | ロケット         | 射場             | 出典  |
| -- | -------------------- | ---------------- | ---------------- | ----- |
| 1  | 2007-06-08 22:34 GMT | Delta II 7420-10 | ヴァンデンバーグ | [ 5 ] |
| 2  | 2007-12-09 02:31 GMT | Delta II 7420-10 | ヴァンデンバーグ | [ 6 ] |
| 3  | 2008-10-25 02:38 GMT | Delta II 7420-10 | ヴァンデンバーグ |       |
| 4  | 2010-11-09 02:20 GMT | Delta II 7420-10 | ヴァンデンバーグ | [ 7 ] |

## 地上施設
システムの地上施設
- コマンドセンター
  -  イタリア Centro Controllo e Pianificazione Missione del Fucino
- トラッキング・データステーション
  -  アルゼンチン コルドバステーション
  -  スウェーデン キルナステーション
- ユーザー地上セグメント
  -  イタリア Matera Civil User Ground Segment
  -  イタリア Pratica di Mare Defence User Ground Segment
  -  フランス Defence User Ground Segment